# Wyspa Flindersa
Wyspa Flindersa (ang. Flinders Island) – wyspa w cieśninie Bassa położona 20 km w kierunku północno-wschodnim od Tasmanii. Jest to największa wyspa w archipelagu Wysp Furneaux.
Jest częścią stanu Tasmania. Powierzchnia górzysta. Najwyższym wzniesieniem są Szczyty Strzeleckiego (Strzelecki Peaks) – 756 m n.p.m., wokół których utworzono Park Narodowy Strzeleckiego.
Wyspa w ma przybliżeniu 75 km długości z północy na południe i 40 km szerokości ze wschodu na zachód. Całkowity obszar wyspy to 1333 km². Liczba mieszkańców w 2005 r. wynosiła 897 osób.

## Klimat
- Średnie temperatury roczne: 10 do 18 °C
- Średnie temperatury stycznia: 13 do 22 °C
- Średnie temperatury lipca: 6 do 13 °C
- Dni w roku o temperaturze powyżej 30 °C: 4,8
- Dni w roku o temperaturze powyżej 35 °C: 0,8
- Dni w roku o temperaturze poniżej 2 °C: 21,1
- Dni w roku o temperaturze poniżej 0 °C: 5,6
- Średnie opady roczne: 754 mm